# 公共工事の契約制度
公共工事の契約制度（こうきょうこうじのけいやくせいど、The contracting systems for public works）は、公共調達（public procurement）のうち、日本の公共工事の契約制度について、以下の通り示す。

## 概論
- 公共工事の契約制度については、その契約書を読み解くことで一定の概要を把握することができる[注釈 1]が、特に我が国における公共工事の契約については、各発注者においてその契約書の雛形を作成していることが多い。これら公共発注者の作成する契約書の雛形の原型となっているのが、中央建設業審議会が勧告する「公共工事標準請負契約約款」[1]（以下、「標準約款」という。）である。本稿も、概ね標準約款に沿って記載する。
- 公共工事の契約制度の特色の一つは、発注者・受注者間の片務性の是正を目指していることである。一般論として工事請負契約は、受注者の立場が弱いと言われる。[注釈 2][注釈 3]建設業は、歴史的には、「一種の賤業であるかのごとく」見られ、建設業従事者は「請負師」と称し、「博徒の類をもって遇され」た時代があった。[注釈 4][注釈 5]片務性を是正するための様々な対策が、特に全建設投資の約4割[2]を占める公共発注者の契約において行われている。[注釈 6]
- 公共工事の契約制度はほかに、適切な施工体制の確保を求める特色がある。建設業は、その労働集約的性格、また大きな資本投資が求められる性格がある上に、伝統的に盤石な資本を持ち合わせていない業者が一定数存在してきたことから、発注者は、資金・人材等が受注者において十分確保されることに留意する必要がある。資金の確保という点においては、発注者の承諾なしに債権譲渡ができないことや、前払金保証・契約保証といった保証制度にその特色があり、人材の確保という観点からは、建設業法上の主任技術者・監理技術者の専任要件等に特色がある。施工体制台帳や、施工体系図の作成も、適正な施工体制確保に寄与している。
- なお、本稿は主として工事を念頭に置いているが、建設コンサルタント業務についても、これに準じた制度となっている場合が多いため、参考にされたい。

## 公共工事標準請負契約約款
- 公共工事標準請負契約約款（以下、単に「標準約款」という。）は建設業法（昭和24年法律第100号）第34条第2項の規定に基づき、中央建設業審議会から勧告されている。

- 標準約款の規定は、発注者が全てその規定通りに守らなければならないという性質のものではないか、ほとんどの公共発注者が作成する契約書の雛形は、標準約款の規定ぶりに沿ったものとなっている。
- なお、本頁における各事項の記載については、標準約款に規定されているものが多いため、「（標準約款第〇条）」といった形で記載する。

## 設計図書（標準約款第1条）
- 建設工事の請負契約にあたっては、約款（契約書）と設計図書の2種類の契約書が存在している。設計図書とは、図面、仕様書、現場説明書、現場説明に対する質問回答書をいう。
- 図面とは、いわゆる設計書のことをいい、仕様書は、工事を施工するために必要なな基準を解説したものをいう。[注釈 7]
- 現場説明書とは、従前、入札前に現場説明として、現地の状況の説明など、図面や仕様書に表示しがたい内容を説明するために開催してきた現場説明会について、書面に代えたものである。[注釈 8]

## 債権譲渡（標準約款第5条）
- 標準約款第5条に「受注者は、この契約により生ずる権利又は義務を第三者に譲渡し、又は承継させてはならない。ただし、あらかじめ、発注者の承諾を得た場合は、この限りでない。」と規定されているとおり、ほとんどの公共工事について、債権譲渡は原則禁止されている。
- 背景としては、建設工事が、通常、請負契約の成立から完成・引渡しまでの期間が長く、この間に、設計変更や契約解除等に伴う請負代金債権の変更や消滅が生じる場合があるなど、不確定な要素の多い債権である点、下請業者に対する請負代金の適正な支払いを確保する点などがあげられる。[3]
- ただし、例外として、地域経営力強化融資制度[注釈 9]、下請セーフティネット債務保証制度[注釈 10]が存在しており、中小企業が必要な場合に債権譲渡できる制度がある程度用意されている。
- 令和2年4月に施行された改正民法において、譲渡制限特約が付されている債権についても、その譲渡の効力は妨げられないとされたが、引き続き標準約款には債権譲渡禁止特約が規定されることとなった。[注釈 11]

## 一括下請負の禁止（建設業法第22条、標準約款第6条）
- 建設業法第22条は、一括下請負の禁止を規定している。発注者が受注者を選定するに当たっては、過去の施工実績、施工能力、経営管理能力、資力、社会的信用等様々な角度から当該建設業者の評価しているところ、一括下請負が認められればこれらが意味をなさなくなることや、中間搾取、工事の質の低下、労働条件の悪化、実際の工事施工の責任の不明確化等が発生しかねないことがあげられている。[4]
  - 民間工事においては、「当該建設工事の元請負人があらかじめ発注者の書面による承諾を得ること」を条件として一括下請負を可能とする例外規定（建設業法第22条第3項）が存在する。しかしながら、入契法が適用される公共工事に対しては、建設業法第22条第3項の規定は適用されず、一括下請負は例外なく全面禁止とされる。
- 標準約款においても、一括下請負の禁止は第6条で禁止されている。

## 技術者制度（建設業法26条、標準約款10条）
- 建設業法第26条は第1項で、建設工事の施工において「主任技術者」の設置を求め、そのうち一定の工事については、第2項において「監理技術者」の設置を求めている。特に公共工事については、同条第3項において、技術者の専任を求めている。[注釈 12]これらの技術者の氏名等必要事項の通知については、標準約款第10条に規定がある。
- 監理技術者の取得要件[注釈 13]は、建設業法第26条第2項の規定により、同法第15条第2号イ、ロ、ハ（指定建設業[注釈 14]の場合はイ又はハのみ）」のいずれかに該当することである。なお、同条同号イ、ハに該当するものについては、「建設業法第十五条第二号イの国土交通大臣が定める試験及び免許を定める件」（昭和63年建設省告示第1317号）、「建設業法第十五条第二号ハの規定により同号イに掲げるものと同等以上の能力を有する者を定める件」（平成元年建設省告示第128号）に定められている。（ロについては、当該条文と以下の主任技術者要件を参照）
- なお、監理技術者資格を持つためには、（一財）建設業技術者センターに申請して監理技術者資格者証を取得し、講習を受ける必要がある。[5]
- 主任技術者になるための要件は、法第7条第2号イ、ロ又はハに当てはまることであり、ハについては、建設業法施行規則（昭和24年建設省令第14号）第7条の3と、「国土交通大臣が建設業法施行規則第七条の三第一号、第二号又は第三号に掲げると認める者を定める件」（平成17年国土交通省告示第1424号）に規定がある。
- これらの技術者制度については、近年も見直しが検討された。[6][7]

## 工事の延期・中止（標準約款第20条、第22条～第24条）
- 標準約款は、工事の中止について第20条で定め、工期の延長・変更については、第22条～第24条で定めている。
- なお、前提となる適正な工期の設定については、「建設工事における適正な工期設定等のためのガイドライン」（平成30年7月2日建設業の働き方改革に関する関係省庁連絡会議 申合せ）が定められており、各発注機関において取り組みが行われている。

## 社会保険未加入（標準約款第3条第2項、第7条の2）
- 他の産業でもしばしば見られることであるが、建設産業においては、下請企業を中心に、法令によって加入が義務付けられている健康保険、厚生年金保険、雇用保険の各保険（以下「社会保険」という。）[注釈 15]について、企業の未加入や労働者の未加入等によって、法定福利費を適正に負担しない企業が多数存在するといわれてきた。これに対する対策の一環として、まずは公共工事の受注者から社会保険未加入業者を排除するという施策が行われている。
- 具体的には、法定福利費を請負代金内訳書に記載させる対応がとられており、例えば国土交通省直轄工事においては、下請企業も含めた未加入企業の排除が行われている。
- 詳しくは、「建設業における社会保険加入対策について」（国土交通省ＨＰ）を参照されたい。

## スライド条項（標準約款第26条）
- 標準約款第26条には、いわゆるスライド条項と呼ばれる規定が存在している。これは、契約から履行完了まである程度の期間が必要な工事請負契約において、工期途中で資材価格や人件費が変動した際、一定の部分については、発注者が負担することを定めた規定である。
- 標準約款第26条のうち、第1項～第4号については、全体スライドと呼ばれており、「工期内で請負契約締結の日から十二月を経過した後に賃金水準又は物価水準の変動により請負代金額が不適当となったと認めたとき」に活用される。第5項は、「特別な要因により工期内に主要な工事材料の日本国内における価格に著しい変動を生じ、請負代金額が不適当となったとき」に活用され、第6項は、「予期することのできない特別の事情により、工期内に日本国内において急激なインフレーション又はデフレーションを生じ、請負代金額が著しく不適当となったとき」に活用される。第5項、第6項は、それぞれ、単品スライド、インフレスライドと呼ばれている。
- なお、具体的な負担割合その他の基準については、各発注機関がそれぞれの運用を行っている。全体スライドの運用基準については、ほとんどの発注機関において策定されている[注釈 16]が、単品スライド、インフレスライドの運用基準については、未整備の発注機関も一定数存在している。[8]
- 2021年（令和3年）頃からの資材価格高騰を受けて、建設業界からは、民間工事についてもスライド条項を設けるべきではないかとの声が出ているが、今のところ結論は出ていない。[9][10][11]

## 不可抗力（標準約款第30条）
標準約款第30条には、不可抗力による損害の負担について規定されている。不可抗力による損害については、請負代金額の100分の1を超える範囲については発注者負担、それ以外については受注者負担とされている。ただし、災害による不可抗力の損害については、全額発注者負担とすることとされている。

## 前金払・中間前金払・部分払（標準約款35条、37条、38条）
- 会計法は、「運賃、傭船料、旅費その他経費の性質上前金又は概算を以て支払をしなければ事務に支障を及ぼすような経費で政令で定めるもの」について前金払を行うことを認めており、それを受けた予算決算及び会計令臨時特例第2条が、国の公共工事の前金払を認めている。地方自治体発注工事についても同様に、地方自治法第232条の5、地方自治法施行令附則第7条第1項、地方自治法施行規則附則第3条において認めている。[13]
- 前金払の具体的な額については、毎年度「公共工事の代価の前金払について」という名称の文書による協議が行われており、これに基づいて運用されている。[14]
- なお、標準約款第37条が認めている前払金の使途は、工事の材料費、労務費、機械器具の賃借料、機械購入費（この工事において償却される割合に相当する額に限る。）、動力費、支払運賃、修繕費、仮設費、労働者災害補償保険料及び保証料に限定されているが、近年は特例措置として現場管理費及び一般管理費等のうち当該工事の施工に要する費用も特例的に使途として認められている。[15]
- 受注者が完成前に支払いを受けられる制度としては、前金払のほかに、中間前金払と部分払が存在している。具体的な運用については、発注者ごとに異なっているが、例えば国土交通省発注工事についてはいずれかの選択制となっており、中間前金の方が検査回数が少なく、部分払の方が支払頻度が高い制度になっている。[16][17]

## 前払金保証、中間前払金保証、契約（履行）保証（標準約款第4条、第35条、第36条）
公共工事の受注者には、伝統的に盤石な資本を持ち合わせていない業者が一定数存在してきたため、その資本を保証するという観点から、各種保証制度が存在している。ここでは、前払金保証制度、中間前払金保証制度、契約（履行）保証制度について述べる。なお、開札前の保証制度としては、入札保証制度（入札ボンド）が存在している。

### 前払金保証制度（標準約款第35条、第36条）
- 前払金保証制度は、「公共工事の前払金保証事業に関する法律」（昭和27年6月12日法律第184号）に基づき行われている。前述のとおり、公共工事においては、発注した工事の円滑、適正な施工を支援するために、工事代金の一部（通常は4割）を前払いする制度（前払金制度）が存在しているが、発注者側とすれば、これを担保する仕組みが必要であるため、戦後早い時期から前払金保証制度が実施されてきた。
- 登録されている前払金保証事業会社は、東日本建設業保証会社、西日本建設業保証株式会社、北海道建設業信用保証株式会社の3社となっている。

### 中間前払金保証制度（標準約款第35条、第36条）
- 中間前払金保証制度は、中間前金払を保証する制度。基本的には前払金保証と変わらない。「公共工事の前払金保証事業に関する法律」（昭和27年6月12日法律第184号）の規制の中にあり、本保証を行える事業者も今日、東日本建設業保証会社、西日本建設業保証株式会社、北海道建設業信用保証株式会社の3社のみである。

### 契約（履行）保証制度（履行ボンド）（標準約款第4条）
- 契約（履行）保証制度（履行ボンド）とは、受注者の責めに帰すべき事由により受注者が債務不履行に陥った場合に、発注者が被る金銭的損害を補填することの保証（金銭的保証）、又は残工事を保証人が選定する代替履行会社に完成させることの保証（役務的保証）の証書（履行ボンド）の提出を契約の相手方に対して求める制度をいう。
- 従前、公共工事においては工事完成保証人の活用が広く行われてきたが、[注釈 17]平成初期の入札制度改革[注釈 18]において、本来競争環境にあるべき他社が対価なしに保証を行うことの不自然さや、談合助長の可能性の指摘を受け、廃止された。履行ボンドの主なものとしては、契約保証金の納付や、建設業保証事業会社が行う契約保証、また、保険会社が発行する履行保証保険などが存在する。

### 電子保証
- これまで、前払金保証、中間前払金保証、契約（履行）保証においては、いずれも紙面による保証証書のやり取りが行われてきたが、令和4年3月14日付の標準約款改正等に伴い、電子保証が導入されつつある。
- 現在、本格的に導入が開始されているのは、東日本建設業保証会社、西日本建設業保証株式会社、北海道建設業信用保証株式会社の3社による「D－Sure」である。
- 現在は、国土交通省が導入しているほか、数多くの地方公共団体等で導入されつつある。[18]

## 監督・検査・成績評定
監督・検査・成績評定については、「公共事業の品質確保のための監督・検査・成績評定の手引き」を参考にされたい。なお、今日では、一部、施工者と契約した第三者による品質証明も行われている。

## 総価契約単価合意方式
- 総価契約単価合意方式（そうかけいやくたんかごういほうしき）とは、総価契約[注釈 19]の一種。契約方式としては総価契約であるものの、単価についても事前に合意しておく方式をいう。
- 元々、公共工事では単なる総価契約が取られることが多かったが、事前に協議して合意しておくことにより、受発注者間のの契約変更協議の円滑化を図るために導入された。契約の双務性向上にも資するとされている。また、契約途中の契約変更に限らず、形式的には別契約として契約される前工事・後工事の契約にも活用されている。
- 国土交通省では平成22年4月1日以降に入札公告を行う、河川・道路等の全ての土木工事等から導入され、[注釈 20]都道府県等においても一部導入が始まっている。

## 契約後VE方式
VE方式とは、公共工事において民間から施工方法等について技術提案を受け付け、工事の品質確保やコスト縮減を図る入札・契約方式をいう。入札時VE方式と契約時VE方式がある。契約後VE方式とは、工事や設計業務等を発注する際、発注先となる業者を決める発注方式の一つ。施工業者から技術的な工夫の余地が大きいと考えられる工事で採用され、コスト縮減が期待できる施工方法等に関する技術提案を契約後に受注者が行う方式。具体的には、提案が採用された場合は設計図書を変更すると共に契約金額の減額変更を行う。また、提案が採用された際はインセンティブとして縮減額の一部に相当する金額を受注者に支払うことが前提となっている。

## 国庫債務負担行為（国債）
- 国庫債務負担行為（いわゆる国債[注釈 24]）とは、財政法第15条に基づき、国会の議決を経て、次年度以降（原則5年以内）にも効力が継続する債務を負担する行為のこと。国庫債務負担行為は、政府に債務負担権限を与えるのみであり、支出権限を与えるものではないため、実際に支出するに当たっては、その年度の歳出予算に改めて計上する必要がある。次年度以降の予算の執行を前提にしているという点で、予算の繰越[注釈 25]とは異なる。予算の単年度主義の原則から外れるのではないかとの指摘がある。[注釈 26]
- 近年では、いわゆる3か年緊急対策や5か年加速化対策といった補正予算における大規模な公共事業予算が組まれた際、いわゆる「事業加速化国債」として補正予算スタートで複数年契約を行うために利用されることもある。[注釈 27]事業加速化国債の対象事業は次年度以降の補正予算が組まれることを前提としているため、万一補正予算が組まれなかった場合、支払いが遅くなる可能性がある。対象事業については、公告、入札説明書及び契約書第41条にその旨の記載がある。